# Olaf Nowak
Olaf Nowak (ur. 24 lutego 1998 w Krakowie) – polski piłkarz, występujący na pozycji napastnika w Stali Stalowa Wola.